# RS-531
Pour les articles homonymes, voir Route 531.
La RS 531 est une route locale du Nord-Ouest de l'État du Rio Grande do Sul qui relie la RS-818, sur le territoire de la municipalité de Jacuizinho, à la commune de Tunas. Elle dessert ces deux seules villes, et est longue de 19,350 km.